# Gussformen von Palekastro
Bei den Gussformen von Palekastro (griechisch Μήτρες του Παλαιοκάστρου Σητείας Mitres tou Palekastrou Sitias) handelt es sich um zwei doppelseitige Schieferformen aus der Zeit der minoischen Kultur zum Gießen von Kultfiguren und Symbolen. Dazu gehören weibliche Figuren mit erhobenen Armen, die Doppeläxte (griechisch Λάβρυες Labryes) und Blüten oder Mohnkapseln tragen, zwei Doppeläxte mit eingerückten Kanten, „Hörner der Weihe“ und eine Scheibe mit astralen Symbolen. Das Zahnrad mit einem Kreuz, das von Punkten umgeben ist, könnte eine Vorrichtung zum Vorhersagen von Sonnen- und Mondfinsternissen gewesen sein. Die Gussformen wurden bei Palekastro im Osten der griechischen Insel Kreta gefunden.

## Fundbeschreibung
Die beiden Gussformen wurden im Oktober 1899 von einem Bauern aus Karydi (Καρύδι) 150 Meter nordwestlich des Ortes Palekastro entdeckt. Die Gendarmerie schickte die Fundstücke in die damalige kretische Hauptstadt Chania, wo sie der Archäologe und Neogräzist Stefanos Xanthoudidis zu Gesicht bekam und an sich nahm. Er erkannte die Bedeutung der Arbeit der Handwerker des Altertums und übergab die Gussformen dem 1883 gegründeten Museum in Iraklio. Im März 1900 veröffentlichte Xanthoudidis eine Beschreibung in griechischer Sprache unter dem Titel Metrai archaiai ek Seteias Kretes in der Zeitschrift Ephēmeris archaiologikē, herausgegeben von der Archäologischen Gesellschaft Athen. Darin befanden sich Fotos der Abgüsse aller vier Seiten der Gussformen.

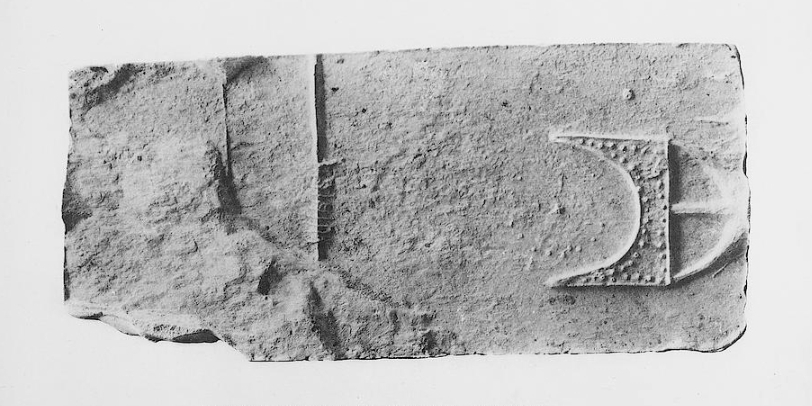
Abguss Tafel Α, Rückseite

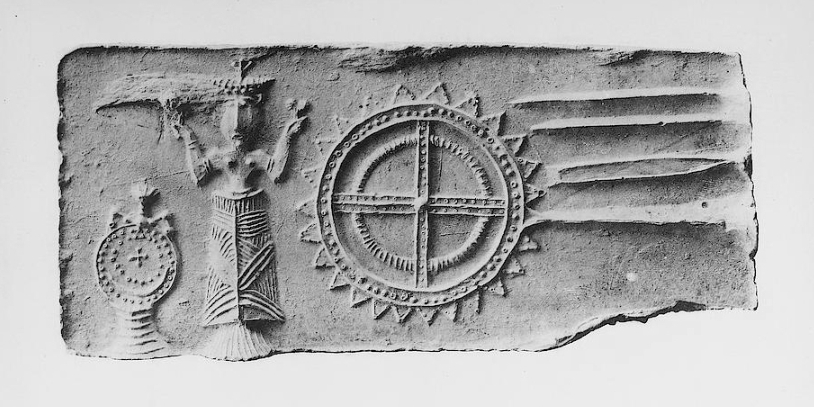
Abguss Tafel Α, Vorderseite

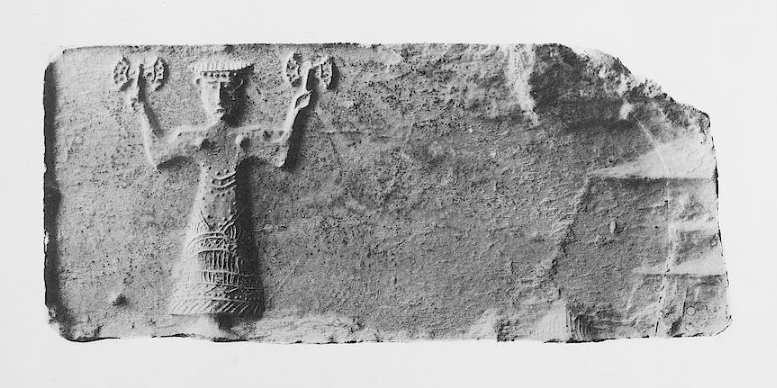
Abguss Tafel Β, Rückseite

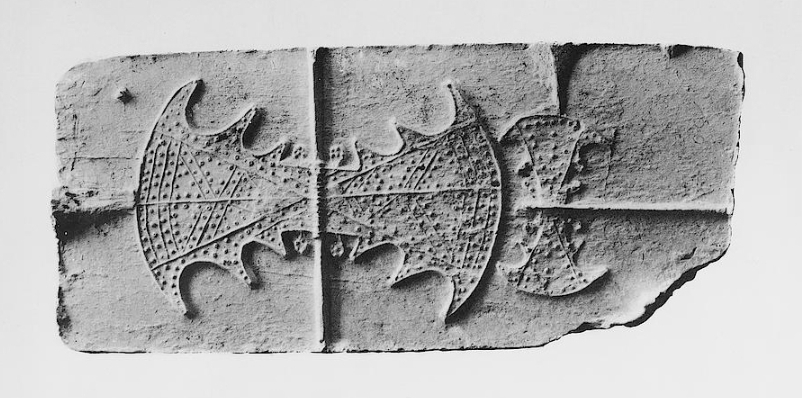
Abguss Tafel Β, Vorderseite

Xanthoudidis bezeichnete die zwei Gussformen aus ziemlich weichem und brüchigem Glimmerschiefer (Αργιλικός σχιστόλιθος Argilikos schistolithos) als Tafel Α (Πινακίς Α Pinakis Alpha) und Tafel Β (Πινακίς Β Pinakis Beta). Die von ihm veröffentlichten, rechtsseitig dargestellten Gipsabgüsse sind dabei zu den Hohlformen der Originale seitenverkehrt. Die beiden gleich großen Gussformen sind 22,5 cm breit, 10 cm hoch und 2 cm tief, die Breite der Abgüsse beträgt demgegenüber 23 cm.
Die Tafel Α zeigt auf der Vorderseite eine große Scheibe mit kreuzförmigen Speichen und einem gezackten Rand, eine weibliche Figur mit erhobenen Armen, die offenbar Blüten oder Mohnkapseln in den Händen hält, und eine kleine, auf einer glockenförmigen Basis mit horizontalen Streifen befindliche Scheibe mit einem Kreuz in der Mitte, unter der ein Halbmond dargestellt ist. Auf der Rückseite befindet sich am Rand der Tafel die Abbildung von Doppelhörnern, den in der minoischen Kultur bekannten „Hörnern der Weihe“ auf einem Dreizack. Am unteren Rand der Tafel ist eine kleine Ecke abgebrochen.
Auf der Tafel Β sind auf der Vorderseite zwei Doppeläxte eingraviert, die einen gezackten Rand und eine unterschiedliche Größe aufweisen. Die Doppelaxt oder Labrys gilt in der minoischen Kultur als kultisches Symbol. Die Rückseite der Tafel zeigt eine weibliche Figur, die zwei Doppeläxte in die Höhe hält. Auch von dieser Tafel ist an einer Seite eine kleine Ecke abgebrochen. Beide Tafeln sind im archäologischen Museum von Iraklio nebeneinander ausgestellt. Dabei sind für die Besucher nur die Vorderseiten sichtbar. Die Tafeln werden im Museum in die Zeit von 1370 bis 1200 v. Chr. datiert.

## Deutung der Gussformen
Da die Gussformen von Palekastro nicht aus einer Ausgrabung stammen, die Fundumstände hinsichtlich des genauen Ortes und der Lage im Boden unbekannt sind, ist ihre Datierung problematisch. Weder Stratigrafie noch Beifunde können zur relativen Altersbestimmung herangezogen werden. Martin P. Nilsson stellte 1927 stilistische Vergleiche der weiblichen Figur auf Tafel Α mit verschieden minoisch-mykenischen Goldringen und einer Darstellung auf dem Sarkophag von Agia Triada an. Luisa Banti betrachtete 1941 die beiden weiblichen Figuren auf den Gussformen als Variationen des Typs der „Göttin mit den erhobenen Händen“, wie sie als Terrakottafiguren in Knossos, Gazi, Karphi und anderen Orten auf Kreta gefunden wurden und der spätminoischen Phase SM III zugeordnet werden. Stylianos Alexiou schloss sich 1958 der Einordnung in SM III an, bemerkte aber die Unterschiede in der Gestik, da die weiblichen Figuren der beiden Tafeln Gegenstände in den Händen hielten. In jüngster Zeit werden die Gussformen aus stilistischen und ikonografischen Gründen vordatiert, wie 2016 von Jan G. Velsink, der sie in die mittelminoischen Phasen MM II oder III einordnet.
Die interessantesten Objekte befinden sich auf der Vorderseite der Tafel Α, was schon Arthur Evans veranlasste, sie in seinem Buch The Palace of Minos at Knossos von 1921 zu beschreiben. Bereits auf den Seiten 478 und 479 vergleicht er die Basis eines Elfenbeinobjekts, das zum Spielbrett von Knossos gehört, mit dem Zahnrad der Gussform von Palekastro. Auf Seite 514 sind die zwei Objekte rechts und links der weiblichen Figur von Tafel Α als Zeichnung dargestellt, beide jedoch ungenau. Evans verweist auf das in vielen Kulturen verwendete gleichschenklige Kreuz als einfachste Form eines Sternsymbols und sieht in dem Zahnrad eine Verschmelzung des Tagessterns mit der Sonnenscheibe. Das kleinere Objekt hält er für das Symbol der Göttin als Königin der Unterwelt und für den Sternenhimmel der Nacht. In Verbindung mit dem Halbmond stelle das Kreuz auf der Gussform den Abendstern dar.
Im Jahr 2013 veröffentlichten fünf Wissenschaftler im Journal Mediterranean Archaeology and Archaeometry einen Artikel, in dem sie das 8,5 × 8,5 cm große Zahnrad der Tafel Α als Gussform zur Herstellung einer „Strahlenträgerscheibe“ bezeichnen, die in der minoischen Zeit des 15. Jahrhunderts v. Chr. als Sonnenuhr diente und mit der geografische Breitengrade sowie Sonnen- und Mondfinsternisse berechnet werden konnten. Als Zubehör dienten zwei Stifte und ein pinzettenähnlicher Gegenstand neben dem Objekt. Entsprechende Hinweise hatte Minas Tsikritsis bereits im April 2011 an die Öffentlichkeit gegeben. Auf der Konferenz Ancient Greece and the modern world Ende August 2016 in Olympia beschrieb er gemeinsam mit Efstratios Theodosiou das kleinere, etwa 3 cm breite und 6,2 cm hohe Objekt neben der weiblichen Figur als minoisches Kosmologiemodell mit dem Planetensystem über der Erdscheibe, auf der das die Sonne symbolisierende Kreuz von 18 Punkten und diese einschließlich des Mondsymbols darunter von 28 Punkten umgeben sind, ein Hinweis auf den Saroszyklus mit 28 Mondfinsternissen in 18 Jahren. Die „Strahlenträgerscheibe“ auf der anderen Seite der weiblichen Figur, die mit der Titanin Rhea assoziiert wird, fassen sie als tragbaren Analogrechner auf, entstanden 1400 Jahre vor dem Mechanismus von Antikythera.